# Рукавишников, Николай Николаевич
Никола́й Никола́евич Рукави́шников (18 сентября 1932 года, Томск — 19 октября 2002 года, Москва) — советский космонавт, лётчик-космонавт СССР №23. Дважды Герой Советского Союза.
Инженер-физик по образованию, Николай Рукавишников стал первым гражданским командиром космического корабля. Также впервые в истории космонавтики он вручную совершил посадку в аварийном режиме — в апреле 1979 года при полёте на корабле Союз-33.

## Биография
Родился в Томске, в семье железнодорожников. Школьное образование получил в Кяхте, средней школе № 8 в Томске и средней школе № 248 в Москве, которую окончил в 1951 году.
В том же, 1951, году поступил в Московский инженерно-физический институт (МИФИ). В 1957 году окончил факультет электронных вычислительных устройств и средств автоматики МИФИ и получил квалификацию инженера-физика по специальности «Диэлектрики и полупроводники». После окончания института работал в научно-исследовательском институте, в ОКБ-1 (КБ С. П. Королёва).
С июля 1957 года, работая инженером, он занимался вводом в эксплуатацию ЭВМ «Урал» (один из первых компьютеров), а также проектированием, разработкой, установкой и натурными испытаниями систем автоматического управления ядерных реакторов и их защитой. С октября 1964 года — начальник группы разработки систем контроля и управления космическими кораблями с применением ЭВМ.
В 1950-х годах увлекался мотоциклетным спортом.
В 1967 году зачислен в отряд советских космонавтов (1967 Группа гражданских специалистов № 2 (дополнительный набор)). Прошёл полный курс подготовки к полётам на кораблях типа «Союз» и орбитальных станциях типа «Салют».
В 1965—1969 годах Рукавишников входил в группу советских космонавтов, готовившихся по советским программам облёта Луны Л1/«Зонд» и посадке на неё Л3.
Полёт пилотируемого корабля «Зонд-7» по лунно-облётной программе был предварительно назначен на 8 декабря 1968 года. По предварительным назначениям, Рукавишников входил в состав главного экипажа. Но полёт был отменён, несмотря на то, что экипажи написали заявление в Политбюро ЦК КПСС с просьбой разрешить немедленно лететь к Луне для обеспечения приоритета СССР (США планировали аналогичный пилотируемый полёт на 21—27 декабря 1968 года). Дело в том, что предыдущие беспилотные полёты кораблей «Зонд» (Л1) были полностью или частично неудачными из-за неотработанности корабля и ракеты-носителя «Протон». Приоритет остался за США — «Аполлон-8» в запланированные сроки совершил пилотируемый облёт Луны.
Рукавишников также входил в один из экипажей, которые должны были выполнить экспедиции на Луну с высадкой на неё командира экипажа (Рукавишников должен был оставаться на окололунной орбите) по параллельной лунно-посадочной программе, которая также была отменена ввиду полного проигрыша СССР в «лунной гонке» после успешной высадки американцев на Луну на «Аполлоне-11» в июле 1969 года.

### Первый полёт
23—25 апреля 1971 года совершил свой первый космический полёт в качестве инженера-испытателя космического корабля Союз-10. Н. Н. Рукавишников стал первым космическим инженером-испытателем. Программа полёта предусматривала трёхнедельную работу на борту орбитальной космической станции Салют-1. Однако из-за технических неисправностей работа на станции была отменена, а полёт был прерван. После завершения полёта впервые была осуществлена ночная посадка космического корабля. Полёт продолжался 1 сутки 23 часа 45 минут 54 секунды.
После первого космического полёта Рукавишников продолжил подготовку к новым полётам. С мая 1973 года проходил подготовку по советско-американской программе ЭПАС. Был назначен бортинженером второго экипажа.

### Второй полёт
2—8 декабря 1974 года совершил второй космический полёт в качестве бортинженера космического корабля Союз-16. В полёте были проведены испытания стыковочного узла, созданного по программе ЭПАС. Полёт продолжался 5 суток 22 часа 23 минуты 35 секунд. Являлся членом дублирующего экипажа при полёте космического корабля Союз-19 (июль 1975). В дальнейшем проходил подготовку по программам международных полётов. Являлся членом дублирующего экипажа при советско-чехословацком полёте в марте 1978 года.

### Третий полёт
10—12 апреля 1979 года совершил свой третий космический полёт в качестве командира космического корабля Союз-33. Полёт проходил в рамках советско-болгарского проекта и предусматривал работу на борту орбитальной станции Салют-6. Во время полёта на этапе сближения со станцией «Салют-6», в 16 километрах от неё, на корабле произошло самопроизвольное отключение двигателей. Корабль остался без основного двигателя, и о стыковке со станцией речь уже не шла. Вопрос стоял о том, останутся ли вообще Рукавишников и болгарский член экипажа Георгий Иванов в живых.
Центром управления полётами в это время руководил Алексей Елисеев, напарник Рукавишникова по полёту на «Союзе-10». «Решение Центра следующее. Посадка на резервном двигателе. Экипажу отдыхать в течение 15 часов. В случае необходимости срочного спуска с орбиты использовать резервную двигательную установку», — передал он экипажу.

Командир «Союза-33» Рукавишников из 15 часов, отведённых на отдых, проспал два. Все остальное время Рукавишников просчитывал варианты развития событий.
«Если бы „Союз“ надолго остался на орбите, то через несколько дней нам грозила мучительная смерть от удушья, — вспоминал космонавт. — Вот тогда и решил: при наихудшем варианте будем продолжать полет до тех пор, пока сможем нормально дышать. А потом… Я знал, где на корпусе корабля находится клапан перепада и как он устроен. Клапан, как известно, срабатывает при спуске, уже в земной атмосфере. Но для меня не представляло труда открыть его и в космосе. Это гарантировало нам почти мгновенную смерть — в течение нескольких десятков секунд».
Рукавишников в уме рассчитал, как проведёт эту операцию, но ничего не сказал Иванову, рассудив, что не стоит волновать товарища подобными вариантами.
12 апреля 1979 года, в День космонавтики, ЦУП сообщил окончательное решение: дублирующий двигатель запустить в 18 часов 47 минут. В расчётном режиме он должен был отработать 188 секунд. Если бы он отключился раньше, чем через 90 секунд, то это означало бы, что экипаж останется на орбите. Если двигатель проработает более полутора минут, но менее 188 секунд, Рукавишникову рекомендовали вручную дать команду на повторное включение. В 18 часов 47 минут двигатель был включён, и произошёл третий вариант — через 188 секунд он продолжал работать. Такое развитие событий тоже не сулило ничего хорошего, поскольку «Союз-33» мог свалиться на спуск по баллистической траектории, чреватой большими перегрузками, которые космонавты могли просто не пережить. Казалось бы, командир должен был вручную отключить двигатель через 188 секунд. Но Николай Рукавишников знал «Союзы» как никто другой. Анализируя работу резервного двигателя, он пришёл к выводу, что тот даёт неполную тягу. А это значит, что импульс может оказаться недостаточным для схода с орбиты. Но и ждать до бесконечности нельзя по изложенным выше причинам. Командир «Союза-33» дал команду на отключение двигателя через 213 секунд, ориентируясь исключительно на опыт и интуицию. В мире нет других космонавтов и астронавтов, попадавших в аналогичную ситуацию. Спуск действительно пошёл по баллистической траектории, с перегрузками до 10 G. Но в той ситуации, в которой оказались Рукавишников и Иванов, это был не самый страшный вариант — к таким нагрузкам они были подготовлены.
На Земле в этот момент судорожно вычисляли место посадки, по некоторым прогнозам спускаемый аппарат должен был приземлиться с отклонением примерно в 600 километров. От командира отряда поиска и спасения потребовали срочно перебросить все силы в новый район, однако он, на свой страх и риск, оставил два вертолёта в первоначально намеченном районе посадки. И у командира поисковиков тоже оказалась блестящая интуиция — «Союз-33», словно решив, что приключений с него достаточно, сел в 320 километрах юго-восточнее Джезказгана, в районе, где обычно и заканчивали своё путешествие советские космические корабли.
Только чёткие и грамотные действия Рукавишникова обеспечили благополучное возвращение космонавтов на Землю. Николай Николаевич первым в мире посадил вручную корабль по баллистической траектории с использованием резервного двигателя. Полёт продолжался 1 сутки 23 часа 1 минуту 6 секунд.
За третий полёт Рукавишникову присвоили только звание Героя НРБ. Объяснялось это существовавшим в советские годы правилом — космонавтам «Золотые Звезды» Героев Советского Союза вручались только за первые два полёта, а последующие космические путешествия отмечались только орденами Ленина. К этому моменту Николай Рукавишников уже был дважды Героем Советского Союза, и получалось, что его самый героический и уникальный полёт высшим званием страны не мог быть отмечен.
Статистика
| # | Стартовый корабль | Старт, UTC        | Экспедиция | Корабль посадки | Посадка, UTC      | Налёт                      | Выходы в открытый космос | Время в открытом космосе |
| - | ----------------- | ----------------- | ---------- | --------------- | ----------------- | -------------------------- | ------------------------ | ------------------------ |
| 1 | Союз-10           | 22.04.1971, 23:54 | Союз-10    | Союз-10         | 24.04.1971, 23:40 | 01 сутки 23 часа 45 минут  | 0                        | 0                        |
| 2 | Союз-16           | 02.12.1974, 09:40 | Союз-16    | Союз-16         | 08.12.1974, 08:03 | 05 суток 22 часа 23 минуты | 0                        | 0                        |
| 3 | Союз-33           | 10.04.1979, 17:34 | Союз-33    | Союз-33         | 12.04.1979, 16:35 | 01 сутки 23 часа 01 минута | 0                        | 0                        |
|   |                   |                   |            |                 |                   | 09 суток 21 час 09 минут   | 0                        | 0                        |

### После полётов
Проходил подготовку к советско-индийскому полёту, но из-за болезни в полёте не участвовал. За 3 рейса в космос налетал 9 суток 21 час 10 минут 35 секунд. После ухода из отряда космонавтов работал заместителем начальника отделения НПО «Энергия».
Председатель Федерации космонавтики СССР (1981—1991). Президент Федерации космонавтики России (1991—1999), а 20 марта 1999 года был избран её почётным президентом. Под его руководством Федерация явилась одним из инициаторов Международного общественного научно-просветительского космического проекта «Знамя Мира». В рамках которого с 1997 года полёты на станции «Мир» проходили под Знаменем Мира.
В течение многих лет вёл на радио программу «На космических орбитах».
Почётный гражданин городов: Калуга, Томск, Кяхта (Россия), Караганда, Аркалык, Джезказган (Казахстан), Сухэ-Батор (Монголия), Хьюстон (США).
Порядковый номер — 51 (23)
Классность:
Космонавт 3-го класса (14 июня 1971),
Космонавт 1-го класса (28 апреля 1979).
Воинское звание:
Подполковник запаса.

## Семья
Мать — Галина Ивановна Михеева (Рукавишникова) (1910—1982), инженер-проектировщик железных дорог.
Отчим — Михаил Григорьевич Михеев (1898—1962), начальник проекта строительства железных дорог.
Жена — Нина Васильевна Рукавишникова (Павлова) (1939 — 31 мая 2000), старший механик НПО «Энергия».
Сын — Владимир Николаевич Рукавишников (29 октября 1965 — 8 января 2006).
Внучка — Алёна Владимировна Рукавишникова (род. 1993).

## Смерть
19 октября 2002 году на 71-м году жизни после длительной и тяжёлой болезни Н. Н. Рукавишников скончался в госпитале им. Бурденко от инфаркта миокарда с развитием отёка лёгких. Похоронен в Москве на Останкинском кладбище рядом с супругой и сыном.

## Память

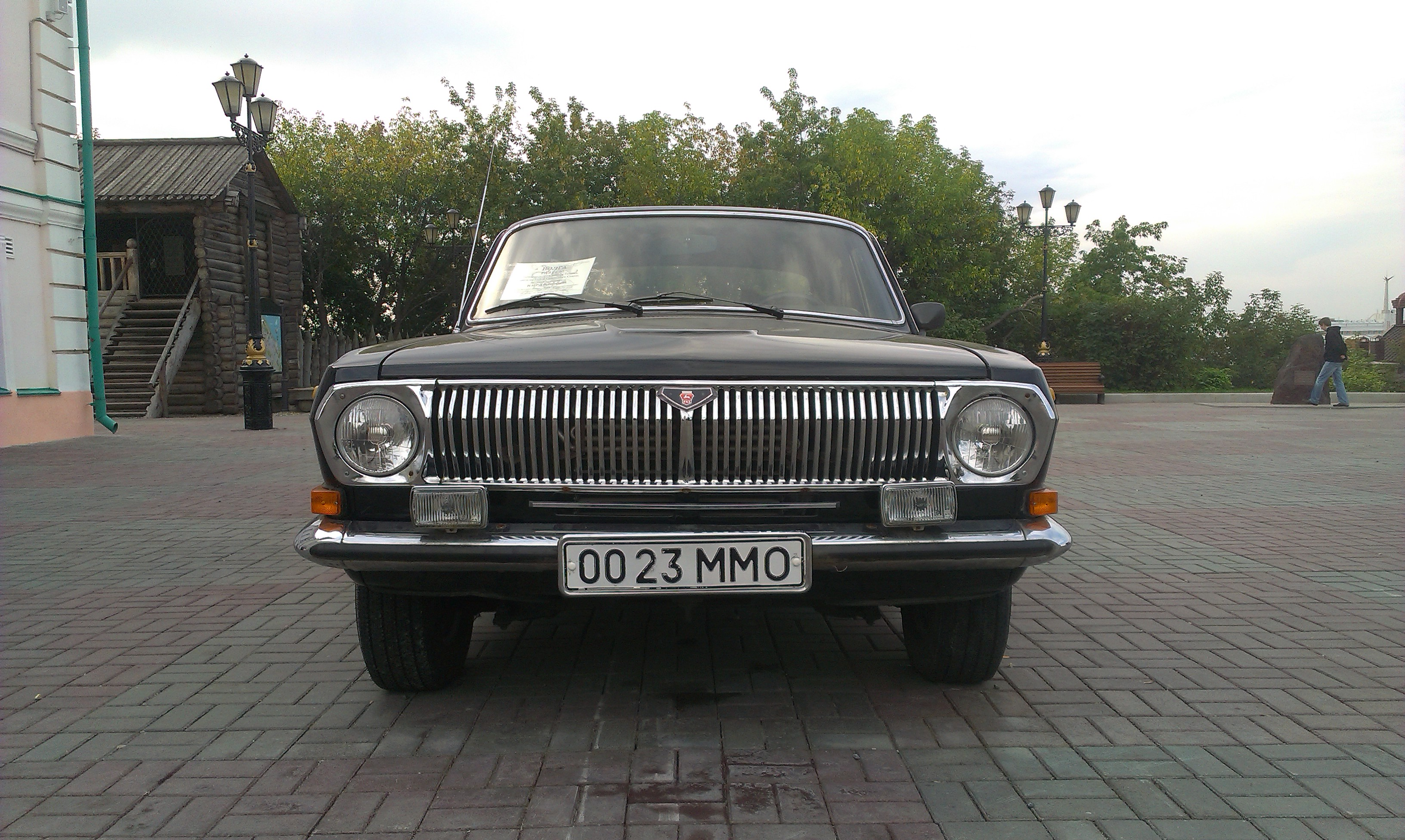
«Волга», принадлежавшая Н. Н. Рукавишникову.

- В 2011 году именем Николая Рукавишникова в Томске назван лицей № 8[12]. В 2023 году на здании лицея появилась мемориальная доска в честь космонавта[13].
- 17 ноября 1978 года в Томске возле Белого озера установлен бюст Н. Н. Рукавишникова[14].
- Перед Музеем истории Томска экспонируется автомобиль «Волга», принадлежавший Н. Н. Рукавишникову.
- 12 апреля 2011 года, в день пятидесятилетней годовщины полёта Ю. А. Гагарина в космос, в Томске, рядом с памятником Н. Н. Рукавишникову у Белого озера, был установлен памятник, который представляет собой спускаемую капсулу космического корабля. Капсула использовалась для предполётных тренировок Рукавишникова[15].
- Именем Николая Рукавишникова названы две улицы в Томске: первая появилась в коттеджном посёлке Апрель в 1994 году, а вторая запроектирована в 2009 году, в районе Иркутского тракта[16].

- На Останкинском кладбище, на могиле Рукавишникова, установлен монумент из бронзы в полный рост космонавта.
- В городе Кяхта (Россия) существует улица, названная в честь Рукавишникова[17].

## Награды
- Две медали «Золотая Звезда» Героя Советского Союза (1971, 1974);
- три ордена Ленина (1971, 1974, 1979);
- Медаль «За доблестный труд. В ознаменование 100-летия со дня рождения В. И. Ленина» (1970);
- медаль «Золотая Звезда» Героя МНР (1972);
- орден Сухэ-Батора (МНР, 1972);
- медаль «Золотая Звезда» Героя НРБ (1979);
- орден Георгия Димитрова (НРБ, 1979);
- орден «Стара-планина» 1-й степени (Болгария, 20 апреля 2004 года, посмертно)[18]
- Благодарность Президента Российской Федерации (9 апреля 1996 года) — за большой личный вклад в развитие отечественной космонавтики[19];
- золотая медаль имени К. Э. Циолковского АН СССР;
- почётный диплом имени В. М. Комарова (ФАИ);
- почётный гражданин Калуги, Томска, Кяхты (Россия), Караганды, Аркалыка, Джезказгана (Казахстан), Сухэ-Батора (Монголия), Хьюстона (США).